# أنور الجندي (ممثل مغربي)
أنور الجندي (1961 – 2020)، هو ممثل مغربي، وهو ابن الممثل المغربي الكبير محمد حسن الجندي والفنانة فاطمة بنمزيان.   
ترعرع في أسرة فنية معروفة، بالتّأليف والتمثيل والإخراج، وكان له إنتاج غزير في المسرح والمسلسلات الإذاعية والتلفزيونية، وكان لإبداعاته صدى كبير، مغربيًّا وعربيًّا. لعب أنور أول أدواره الفنية وهو في سن الثانية عشر عندما لعب دور طفل فلسطيني في مسرحية «القضية» التي ألفها والده وعرضت سنة 1974.
وخلال مساره الفني الممتد من سبعينات القرن الماضي، اشتغل في التمثيل المسرحي والسينمائي والتلفزيوني، كما برع في أداء المسرحيات الإذاعية، وتميز كما والده بصوت قوي جاذب للمستمع. كما قام بكتابة واقتباس وإخراج وإعداد عدة أعمال، كما كان من السباقين الذين اهتموا وأبدعوا في مسرح الطفل.

## وفاته
توفي يوم الثلاثاء 15 سبتمبر 2020 بعد صراع مع المرض، وقال مقربون من عائلة الفنان إنه أسلم الروح بعدما نقل إلى المستشفى العسكري في الرباط، نتيجة مشاكل في القلب.

## من أعماله
- “طبول النار” (فيلم مغربي إيطالي).
- ”ماري دونزاريت” (فيلم فرنسي).
- ”الموت في إحدى الجزر” (فيلم إسباني).
- عبدو عند الموحدين (حيث قام بأداء شخصية يعقوب المنصور الموحدي).
- زليخة (مسلسل).
- أولاد الحلال (مسلسل).
- الغريق (مسلسل).